# Chryso-hypnum diminutivum
Chryso-hypnum diminutivum là một loài Rêu trong họ Hypnaceae. Loài này được (Hampe) W.R. Buck mô tả khoa học đầu tiên năm 1984.